# Nefryna

Bariera filtracyjna kłębuszka nerkowego.
Objaśnienie skrótów: T-V-P – kompleks talina, winkulin, paksylina; Cas – kateiny ; CD2AP – białko związane z CD2 ;
AT1 – receptor dla angiotensyny II, typu 1 ; ANG II – angiotensyna II ; TrpC6 – kanał jonowy receptora przejściowego potencjału

Nefryna – jest białkiem przezbłonowym o ciężarze 135 kDa, należącym do nadrodziny immunoglobulin. Jest to białko adhezyjne, swoiste dla podocytów, a jego podstawową funkcją jest formowanie szkieletu błon szczelinowych. Białko to kodowane jest przez gen NPHS1.

## Budowa i funkcje
Nefryna ma fragment pozakomórkowy, przezbłonowy i wewnątrzkomórkowy. Fragment pozakomórkowy tworzy sieć homofilowych i heterofilowych połączeń tworzących rusztowanie błon szczelinowych, natomiast fragment wewnątrzkomórkowy oddziałują z innymi białkami uczestnicząc w przekazywaniu sygnałów z błon szczelinowych do wnętrza podocytów [40].
Nefryna wykazuje ścisłe powiązanie i interakcje z takimi białkami jak:
- MAGI-2 (membrane- associated guanylate kinase inverted 2)[3],
- IQGAP1 (IQ motif-containing GTPase-activating protein1)[2][4],
- alfa-aktynina 4[5],
- alfa II spektryna i beta II spektryna[5]
- CASK (calcium/ calmodulin-dependent serine protein kinase)[6],
- CD2AP[6],
- CDH3[6],
- CTNND1[6],
- FYN[7][8],
- KIRREL (NEPH1)[9][10],
- NPHS2[11].

Wydaje się, że białka te odgrywają główną rolę w regulacji przepuszczalności błon szczelinowych, zarówno w czasie rozwoju, jak i w dojrzałym kłębuszku.

## Znaczenie kliniczne
Mutację genu nefryny stwierdzono we wrodzonym zespole nerczycowym typu fińskiego dziedziczonym autosomalnie recesywnie, który charakteryzuje się dużym białkomoczem, występującym już wewnątrzmacicznie. Badanie histologiczne uwidocznia niedojrzałe kłębuszki ze zlewaniem się wyrostków stopowatych podocytów, brak uformowanych błon szczelinowych oraz rzekomo torbielowate poszerzenie cewek proksymalnych. U myszy pozbawienie genu nefryny prowadzi do dużej utraty białek surowicy, podczas gdy genetyczny defekt białek błony podstawnej powoduje tylko nieznaczne ich wydalanie. Wskazuje to, że błony szczelinowe mają większe znaczenie niż błona podstawna dla wybiórczej przepuszczalności białek przez filtr kłębuszkowy. Badania na ludzkich nerkach płodowych wykazały, że przy braku nefryny nie dochodzi do dojrzewania błon szczelinowych.
W rozwoju płodowym już mutacja jednego allelu genu nefryny powoduje białkomocz, podwyższone stężenie alfa-fetoproteiny w płynie owodnionym i/lub krwi ciężarnej oraz zanik wyrostków stopowatych podocytów. W życiu pozapłodowym, do wystąpienia zespołu nerczycowego konieczna jest mutacja obu alleli genu nefryny. Wynika z tego, że podczas dojrzewania kłębuszka oba allele tego genu są niezbędne do prawidłowej syntezy nefryny, w późniejszym okresie życia jeden allel wystarczy do zachowania prawidłowego funkcjonowania nerek.

## Występowanie
Nefryna obok komórek podocytarnych została również odnaleziona w komórkach beta trzustki.